# Batalha do Rio Bragadas (255 a.C.)
A batalha de Tunes, também chamada batalha de Bragadas, ocorreu na Primavera de 255 a.C. no contexto da Primeira Guerra Púnica e terminou numa decisiva vitória cartaginesa.

## Antecedentes
A Primeira Guerra Púnica tomou um aspeto favorável para os romanos desde o princípio. Cartago era uma potência naval, e os seus exércitos de terra (mal treinados e pouco disciplinados taticamente) não constituíam rival para as disciplinadas legiões romanas. Surpreendentemente, Roma conseguiu destruir a frota cartaginesa na batalha de Ecnomo (Sicília, 256 a.C.) e, após a vitória, o cônsul Marco Atílio Régulo navegou para a África, desembarcando perto de Cartago com o seu exército consular.
Por desgraça para Régulo, a maior parte da sua cavalaria naufragara ou desembarcara a grande distância. Contudo, conseguiu algumas vitórias iniciais frente aos cartagineses, essencialmente na batalha de Adis, e dispôs-se a dar o golpe de graça.
Os cartagineses, porém, asseguraram-se os serviços de um general espartano, Xantipo. Aproveitou os ingentes recursos de Cartago para reestruturar o exército. Treinou os soldados nas táticas da falange, especialmente adequada para o combate nas grandes planícies do Magrebe. Feito isto, ofereceu batalha a Régulo, que, desejoso de acabar com a guerra, aceitou.
Em meados do Inverno de 255 a.C., os exércitos encontraram-se no vale do rio Bagradas. Para contra-arrestar a primeira linha cartaginesa, formada por cerca de 100 elefantes de guerra, Régulo dispôs os seus manípulos numa formação mais estreita, o bastante profunda (ou pelo menos isso acreditava) para contra-arrestar a carga. Contudo, a cavalaria dos seus flancos era ultrapassada em número num fator de aproximadamente oito a um.

## A batalha
Os elefantes cartagineses carregaram contra as legiões romanas, desorganizando a formação e causando quantiosas baixas, enquanto a sua cavalaria destroçava a romana. Por outro lado, os infantes romanos situados na ala esquerda, após uma dura batalha, conseguem fazer fugir o corpo dos mercenários gregos, causando 800 baixas entre estes. Contudo, o resto do exército romano foi rodeado, tanto pela infantaria cartaginesa, como pelos elefantes, e a cavalaria, que voltava de perseguir a romana, causando uma situação similar à de Canas, sendo praticamente aniquilada a expedição romana. Foi uma esmagadora vitória para o bando cartaginês.

## Consequências
Roma limitou-se a salvar os papéis e tentar resgatar, com a ajuda da frota, os 2 000 sobreviventes da batalha, que se encontravam entrincheirados em Ádis. Porém, no seu regresso, à altura de Camarina, uma tempestade destroçou os navios romanos, sobrevivendo apenas 80 dos 364 originais. Com esta derrota e este desastre Roma viu sua campanha africana fracassada e a Sicília invadida novamente pelos cartagineses.